# 924 TCN
924 TCN là một năm trong lịch La Mã.